# Конюшова
Конюшова (пол. Koniuszowa) — село в Польщі, у гміні Коженна Новосондецького повіту Малопольського воєводства.
Населення — 1208 осіб (2011).
У 1975-1998 роках село належало до Новосондецького воєводства.

## Демографія
Демографічна структура станом на 31 березня 2011 року:
|          | Загалом | Допрацездатний вік | Працездатний вік | Постпрацездатний вік |
| -------- | ------- | ------------------ | ---------------- | -------------------- |
| Чоловіки | 625     | 183                | 396              | 46                   |
| Жінки    | 583     | 134                | 353              | 96                   |
| Разом    | 1208    | 317                | 749              | 142                  |